# Decorațiile României
Sistemul Național de Decorații este împărțit în șase categorii, prezentate mai jos. El a fost restabilit în 1998, după o perioadă de 50 de ani în care România a utilizat stilul sovietic al sistemului de decorații. Sistemul actual este foarte similar cu cel din perioada interbelică.

## În prezent

### Ordine și decorații regale
Ordinele și decorațiile regale române sunt decorații acordate de Familia Regală a României. Unele decorații regale din prezent continuă tradiția celor care erau acordate înainte de război, altele sunt decorații nou înființate de către  Regele Mihai I al României, după revenirea sa în țară.
- Ordinul „Carol I”
- Ordinul „Coroana României”
- Decorația Regală „Nihil Sine Deo”
- Crucea Casei Regale a României
- Medalia „Custodele Coroanei române”
- Medalia „Regele Mihai I, pentru Loialitate”
- Medalia Victoriei

### Ordine și decorații naționale
| Decorații naționale                       | Decorații naționale                                                                                                 | Decorații naționale      | Decorații naționale                             | Decorații naționale        | Decorații naționale                                                 | Decorații naționale | Decorații naționale |
| Ordine                                    | Ordine | Cruci asociate ordinelor | Cruci asociate ordinelor                        | Medalii asociate ordinelor | Medalii asociate ordinelor                                          |                     |                     |
| ----------------------------------------- | --- | ------------------------ | ----------------------------------------------- | -------------------------- | ------------------------------------------------------------------- | ------------------- | ------------------- |
|                                           | Ordinul național "Steaua României"                                                                                  |                          |                                                 |                            |                                                                     |                     |                     |
|                                           | Ordinul național "Serviciul Credincios"                                                                             |                          | Crucea națională "Serviciul Credincios"         |                            | Medalia națională "Serviciul Credincios"                            |                     |                     |
|                                           | Ordinul național "Pentru Merit"                                                                                     |                          |                                                 |                            | Medalia națională "Pentru Merit"                                    |                     |                     |
| Decorații comemorative                    | |                          |                                                 |                            |                                                                     |                     |                     |
| Ordine                                    | Ordine | Cruci                    | Cruci                                           | Medalii                    | Medalii                                                             |                     |                     |
|                                           | |                          | Crucea Comemorativă                             |                            |                                                                     |                     |                     |
|                                           | |                          | Crucea Comemorativa a Rezistenței Anticomuniste |                            |                                                                     |                     |                     |
|                                           | |                          |                                                 |                            | Medalia Comemorativă "150 de ani de la nașterea lui Mihai Eminescu" |                     |                     |
| Decorații militare de pace                | |                          |                                                 |                            |                                                                     |                     |                     |
| Ordine                                    | Ordine | Cruci asociate ordinelor | Cruci asociate ordinelor                        | Medalii asociate ordinelor | Medalii asociate ordinelor                                          |                     |                     |
|                                           | Ordinul "Virtutea Militară"                                                                                         |                          |                                                 |                            | Medalia "Virtutea Militară"                                         |                     |                     |
|                                           | Ordinul "Virtutea Maritimă"                                                                                         |                          |                                                 |                            | Medalia "Virtutea Maritimă"                                         |                     |                     |
|                                           | Ordinul "Virtutea Aeronautică"                                                                                      |                          |                                                 |                            | Medalia "Virtutea Aeronautică"                                      |                     |                     |
|                                           | Ordinul "Bărbăție și Credință"                                                                                      |                          |                                                 |                            | Medalia "Bărbăție și Credință"                                      |                     |                     |
| Decorații militare de război              | |                          |                                                 |                            |                                                                     |                     |                     |
| Ordine                                    | Ordine | Cruci asociate ordinelor | Cruci asociate ordinelor                        | Medalii asociate ordinelor | Medalii asociate ordinelor                                          |                     |                     |
|                                           | Ordinul "Mihai Viteazul"                                                                                            |                          |                                                 |                            |                                                                     |                     |                     |
| Decorații civile pe domenii de activitate | |                          |                                                 |                            |                                                                     |                     |                     |
| Ordine                                    | Ordine | Cruci asociate ordinelor | Cruci asociate ordinelor                        | Medalii asociate ordinelor | Medalii asociate ordinelor                                          |                     |                     |
|                                           | Ordinul "Meritul Agricol"                                                                                           |                          |                                                 |                            | Medalia "Meritul Agricol"                                           |                     |                     |
|                                           | Ordinul "Meritul Sportiv"                                                                                           |                          |                                                 |                            | Medalia "Meritul Sportiv"                                           |                     |                     |
|                                           | Ordinul "Meritul Sanitar"                                                                                           |                          |                                                 |                            | Medalia "Meritul Sanitar"                                           |                     |                     |
|                                           | Ordinul "Meritul Industrial și Comercial"                                                                           |                          |                                                 |                            | Medalia "Meritul Industrial și Comercial"                           |                     |                     |
|                                           | Ordinul "Meritul pentru Învățământ"                                                                                 |                          |                                                 |                            | Medalia "Meritul pentru Învățământ"                                 |                     |                     |
|                                           | Ordinul "Meritul Diplomatic"                                                                                        |                          |                                                 |                            | Medalia "Meritul Diplomatic"                                        |                     |                     |
|                                           | Ordinul "Meritul Cultural", cat. A (literatura)                                                                     |                          |                                                 |                            | Medalia "Meritul Cultural", cat. A (literatura)                     |                     |                     |
|                                           | Ordinul "Meritul Cultural", cat. B (muzica)                                                                         |                          |                                                 |                            | Medalia "Meritul Cultural", cat. B (muzica)                         |                     |                     |
|                                           | Ordinul "Meritul Cultural", cat. C (artele plastice)                                                                |                          |                                                 |                            | Medalia "Meritul Cultural", cat. C (artele plastice)                |                     |                     |
|                                           | Ordinul "Meritul Cultural", cat. D (arta spectacolului)                                                             |                          |                                                 |                            | Medalia "Meritul Cultural", cat. D (arta spectacolului)             |                     |                     |
|                                           | Ordinul "Meritul Cultural", cat. E (patrimoniul cultural național)                                                  |                          |                                                 |                            | Medalia "Meritul Cultural", cat. E (patrimoniul cultural național)  |                     |                     |
|                                           | Ordinul "Meritul Cultural", cat. F (promovarea culturii)                                                            |                          |                                                 |                            | Medalia "Meritul Cultural", cat. F (promovarea culturii)            |                     |                     |
|                                           | Ordinul "Meritul Cultural", cat. G (cultele)                                                                        |                          |                                                 |                            | Medalia "Meritul Cultural", cat. G (cultele)                        |                     |                     |
|                                           | Ordinul "Meritul Cultural", cat. H (cercetarea științifică)                                                         |                          |                                                 |                            | Medalia "Meritul Cultural", cat. H (cercetarea științifică)         |                     |                     |
|                                           | Ordinul "Meritul Cultural", cat. I (arhitectura)                                                                    |                          |                                                 |                            | Medalia "Meritul Cultural", cat. I (arhitectura)                    |                     |                     |
| Semne onorifice                           | |                          |                                                 |                            |                                                                     |                     |                     |
|                                           | Semnul Onorific "Vulturul României"                                                                                 |                          |                                                 |                            |                                                                     |                     |                     |
|                                           | Semnul Onorific "Răsplata Muncii în Serviciul Public"                                                               |                          |                                                 |                            |                                                                     |                     |                     |
|                                           | Semnul Onorific "În Serviciul Patriei" pentru ofițeri și funcționari publici cu statut special                      |                          |                                                 |                            |                                                                     |                     |                     |
|                                           | Semnul Onorific "În Serviciul Patriei" pentru maiștri militari, subofițeri și funcționari publici cu statut special |                          |                                                 |                            |                                                                     |                     |                     |